# HMS Indomitable (1907)
HMS Indomitable là một tàu chiến-tuần dương thuộc lớp Invincible của Hải quân Hoàng gia Anh Quốc, được chế tạo trước Chiến tranh Thế giới thứ nhất và đã hoạt động tích cực trong cuộc chiến này. Nó đã cố gắng săn đuổi chiếc tàu chiến-tuần dương Goeben và chiếc tàu tuần dương hạng nhẹ Breslau của Đức tại Địa Trung Hải khi chiến tranh bùng nổ, đã bắn phá các pháo đài của Thổ Nhĩ Kỳ tại Dardanelles thậm chí trước khi Anh tuyên chiến với Thổ Nhĩ Kỳ. Indomitable đã giúp vào việc đánh chìm tàu tuần dương bọc thép Blücher trong trận Dogger Bank vào năm 1915 rồi sau đó kéo chiếc tàu chiến-tuần dương Lion bị hư hại quay trở về cảng an toàn. Trong trận Jutland vào năm 1916, nó đã gây hư hại cho các tàu chiến-tuần dương Đức Seydlitz và Derfflinger, rồi chứng kiến chiếc tàu chị em Invincible nổ tung và chìm. Sau chiến tranh, nó bị xem là đã lạc hậu và bị bán để tháo dỡ vào năm 1921.

## Thiết kế
Những chiếc trong lớp Invincible chính thức được biết đến như những tàu tuần dương bọc thép cho đến năm 1911 khi chúng được xếp lớp lại như những tàu chiến-tuần dương theo một quyết định của Bộ Hải quân vào ngày 24 tháng 11 năm 1911. Cho đến lúc đó, một số tên gọi không chính thức được sử dụng, như là tàu tuần dương-thiết giáp (cruiser-battleship), tàu tuần dương dreadnought (dreadnought cruiser) hay tàu tuần dương-chiến trận (battle-cruiser).

### Các đặc tính chung
Indomitable lớn hơn đáng kể so với những chiếc tàu tuần dương bọc thép thuộc lớp Minotaur dẫn trước. Nó có chiều dài chung 567 ft (172,8 m), mạn thuyền rộng 78,5 ft (23,9 m), và độ sâu của mớn nước là 30 ft (9,1 m) khi đầy tải nặng. Con tàu có trọng lượng choán nước là 17.290 tấn Anh (17.570 t), và lên đến 20.700 tấn Anh (21.000 t) khi đầy tải nặng, hơn 3.000 tấn Anh (3.000 t) so với các con tàu trước đó.

### Động lực
Indomitable có hai bộ turbine Parsons dẫn động trực tiếp đặt trong các phòng động cơ riêng biệt. Mỗi bộ bao gồm một turbine áp lực cao phía trước và phía sau dẫn động trục phía ngoài, cùng một turbine áp lực thấp phía trước và phía sau dẫn động trục phía trong. Một turbine chạy đường trường cũng được nối vào mỗi trục phía trong, cho dù chúng ít khi được sử dụng và cuối cùng được tách rời. Trục phía trong dẫn động một chân vịt ba cánh đường kính 10 foot 6 inch (3,20 m), trong khi chân vịt của trục phía ngoài có đường kính 9 foot 6 inch (2,90 m). Các turbine được cung cấp hơi nước bởi 31 nồi hơi ống nước Babcock and Wilcox bố trí trong bốn phòng nồi hơi, và được thiết kế để cung cấp một công suất tổng cộng 41.000 mã lực càng (31.000 kW), nhưng đã đạt đến 48.000 shp (36.000 kW) trong các cuộc chạy thử máy vào năm 1908. Tốc độ thiết kế là 25 hải lý trên giờ (46 km/h), nhưng đã đạt đến 26,1 hải lý trên giờ (48 km/h) khi chạy thử máy. Indomitable đã duy trì được một tốc độ trung bình 25,3 hải lý trên giờ (47 km/h) trong ba ngày trong một chuyến đi vượt Đại Tây Dương vào tháng 8 năm 1908.
Indomitable mang theo tối đa 3.083 tấn Anh (3.132 t) than, và thêm 713 tấn Anh (724 t) dầu đốt để phun vào than nhằm gia tăng tốc độ cháy. Ở trữ lượng nhiên liệu tối đa, tầm xa hoạt động của nó là 3.090 hải lý (5.720 km) ở tốc độ 10 hải lý trên giờ (12 mph; 19 km/h).

### Vũ khí
Indomitable mang theo tám khẩu pháo BL 12 in (300 mm) Mark X đặt trên bốn tháp pháo nòng đôi vận hành bằng thủy lực. Dàn pháo hạng hai bao gồm mười sáu khẩu QF 4 in (102 mm) Mk III, được bố trí trên cấu trúc thượng tầng và trên nóc các tháp pháo trên các bệ mở. Trong đợt tái trang bị vào năm 1915, các khẩu trên nóc tháp pháo được chuyển sang cấu trúc thượng tầng, và số lượng bị giảm còn mười hai khẩu; tất cả các khẩu pháo còn lại được đặt trong các tháp pháo ụ và được bổ sung các bệ chắn nhằm bảo vệ các pháo thủ khỏi thời tiết hay hoạt động của đối phương. Các khẩu pháo này được thay bằng mười hai khẩu BL 4 in (102 mm) MK IX trên các bệ CPI vào năm 1917.
Vũ khí phòng không của nó bao gồm một khẩu QF 3 inch 20 cwt duy nhất trên bệ MkII góc cao bố trí ở đầu cuối của cấu trúc thượng tầng, được trang bị từ tháng 7 năm 1915. Một khẩu pháo Hotchkiss 3-pounder trên bệ Mk Ic góc cao với góc nâng tối đa 60 °Cũng được trang bị vào tháng 11 năm 1914 và được sử dụng cho đến tháng 8 năm 1917. Sau này một khẩu BL 4 in (102 mm) MK VII được bổ sung cho Indomitable vào tháng 4 năm 1917 như là vũ khí phòng không; nó được bố trí trên bệ Mk II góc cao với góc nâng tối đa lên đến 60°. Năm ống phóng ngư lôi ngầm 17,7 inch (450 mm) được trang bị cho Indomitable, gồm hai ống mỗi bên mạn và một ống phía đuôi, và nó mang theo 14 quả ngư lôi.

### Vỏ giáp
Vỏ giáp bảo vệ của Indomitable mạnh hơn đáng kể so với những chiếc tàu tuần dương lớp Minotaur. Đai giáp chính ở mực nước dày đến 6 inch (152 mm) ở khoảng giữa tàu giữa các tháp pháo 12 inch phía mũi và phía đuôi, nhưng được vuốt mỏng còn 4 inch (102 mm) từ tháp pháo phía trước đến mũi, nhưng không kéo dài quá tháp pháo đuôi. Tháp pháo và bệ tháp pháo được bảo vệ bởi lớp giáp dày 7 in (178 mm), ngoại trừ nóc tháp pháo sử dụng vỏ giáp Krupp KNC dày 3 inch (76 mm). Độ dày vỏ giáp cho sàn tàu chính dày 1–2 in (25–51 mm), và của sàn dưới là 1,5–2,5 in (38–64 mm). Vách ngăn chống ngư lôi bằng thép carbon dày 2,5 inch (64 mm) được đặt ngang các hầm đạn và phòng đạn pháo.
Kinh nghiệm trong chiến tranh bộc lộ qua trận Jutland cho thấy sự mong manh của nó đối với đạn pháo bắn tới. Vì vậy vỏ giáp bổ sung được tăng cường cho khu vực hầm đạn và nóc tháp pháo. Độ dày chính xác không được nói đến, nhưng rất có thể trọng lượng tổng cộng không vượt quá 100 tấn Anh (102 t).

## Chế tạo
Indomitable được chế tạo tại xưởng tàu của hãng Fairfield Shipbuilding & Engineering Co. Ltd ở Govan. Nó được đặt lườn vào ngày 1 tháng 3 năm 1906 và hạ thủy vào ngày 26 tháng 6 năm 1907. Nó được đưa ra hoạt động vào ngày 20 tháng 6 năm 1908, thậm chí trước khi hoàn tất, nhằm đưa Hoàng tử xứ Wales sang thăm Canada.

## Lịch sử hoạt động

### Các hoạt động ban đầu
Ngay sau khi được đưa vào hoạt động, Indomitable làm nhiệm vụ đưa Hoàng tử xứ Wales (sau này là vua George V) tham gia lễ hội kỷ niệm Ba trăm năm thành phố Quebec của Canada. Trong chuyến đi quay trở về, "…vận tốc trung bình của nó đạt xấp xỉ 25 kn (46 km/h), hầu như tương đương với kỷ lục vượt Đại Tây Dương 25,08 knot do chiếc tàu biển chở hành khách Lusitania thiết lập được". Nó quay về đến Anh Quốc vào ngày 10 tháng 8 năm 1908 và lập tức quay trở lại xưởng tàu để tiếp tục công việc trang bị hoàn tất. Indomitable được phân về Đội Nore thuộc Hạm đội Nhà vào ngày 28 tháng 10, rồi được điều về Hải đội Tuần dương 1 vào tháng 3 năm 1909. Đến ngày 26 tháng 7, nó trở thành soái hạm của Chuẩn đô đốc S. Colville, tư lệnh Hải đội Tuần dương 1. Nó trải qua nhiều đợt tái trang bị trong giai đoạn 1910-1913 trước khi được chuyển sang khu vực Địa Trung Hải vào ngày 27 tháng 8 năm 1913 để hình thành nên Hải đội Tàu chiến-Tuần dương 2 cùng với con tàu chị em Invincible. Indomitable bị hư hại nhẹ trong một tai nạn va chạm với tàu rải mìn C4 tại vịnh Stokes vào ngày 17 tháng 3 năm 1913. Nó được tái trang bị tại Malta vào tháng 7 năm 1914, nhưng tình hình căng thẳng sau vụ Khủng hoảng tháng 7 buộc nó phải cắt ngắn đợt sửa chữa nâng cấp.

### Săn đuổiGoebenvàBreslau
Được con tàu chị em Inflexible và chiếc tàu chiến-tuần dương Indefatigable tháp tùng, và dưới quyền chỉ huy của Đô đốc Archibald Berkeley Milne, Indomitable đã đụng độ với chiếc tàu chiến-tuần dương Goeben và tàu tuần dương hạng nhẹ Breslau của Đức vào sáng ngày 4 tháng 8 năm 1914, vốn đang hướng về phía Đông sau một đợt bắn phá qua loa cảng Philippeville ở Algérie thuộc Pháp; nhưng khi đó Anh chưa chính thức ở trong tình trạng chiến tranh với Đức, nên Milne chỉ dõi theo các con tàu Đức lúc chúng quay trở lại Messina để tiếp than. Cả ba chiếc tàu chiến-tuần dương đều gặp trục trặc về nồi hơi, và Goeben cùng Breslau đã có thể thoát được sự bám đuổi và đến được Messina vào sáng ngày 5 tháng 8. Vào lúc này chiến tranh đã được tuyên bố sau khi Đức xâm chiếm Bỉ, nhưng một mệnh lệnh của Bộ Hải quân chỉ thị phải tôn trọng sự trung lập của Ý và ở bên ngoài giới hạn sáu dặm (10 km) từ bờ biển Ý đã loại trừ việc tiến vào lối băng qua eo biển Messina, nơi chúng có thể trực tiếp quan sát cảng. Vì vậy Milne bố trí Inflexible và Indefatigable ở lối ra vào phía Bắc của eo biển Messina, nghĩ rằng lực lượng Đức sẽ thoát ra về phía Tây nơi chúng có thể tấn công các tàu vận chuyển binh lính Pháp, chỉ đặt tàu tuần dương hạng nhẹ Gloucester canh chừng ở lối ra vào phía Nam; đồng thời gửi Indomitable đi tiếp than tại Bizerte, nơi nó có thể bố trí tốt hơn nhằm đáp trả nếu như các tàu Đức tiến vào khu vực Tây Địa Trung Hải.
Lực lượng Đức khởi hành từ Messina vào ngày 6 tháng 8 hướng sang phía Đông về phía Constantinopolis, có Gloucester bám theo. Vẫn dự đoán rằng Chuẩn Đô đốc Wilhelm Souchon sẽ quay mũi sang phía Tây, Milne giữ các tàu chiến-tuần dương ở lại Malta cho đến sau nữa đêm ngày 8 tháng 8, khi ông lên đường hướng đến mũi Matapan, nơi Goeben bị phát hiện tám giờ trước đó, với một tốc độ nhàn nhã 12 hải lý trên giờ (22 km/h). Đến 14 giờ 30 phút, ông nhận được một thông báo sai lầm từ Bộ Hải quân rằng Anh đã trong tình trạng chiến tranh với Áo-Hung, thực ra chiến tranh chỉ được chính thức tuyên bố vào ngày 12 tháng 8 và chỉ thị bị hủy bỏ bốn giờ sau đó, nhưng Milne vẫn giữ lại mệnh lệnh canh chừng biển Adriatic đề phòng lực lượng Áo thoát ra hơn là truy tìm Goeben. Cuối cùng vào ngày 9 tháng 8, Milne nhận được mệnh lệnh rõ ràng "Truy đuổi Goeben đã vượt qua mũi Matapan vào ngày 7 tháng 8 theo hướng Đông Bắc." Milne vẫn không tin là Souchon hướng đến eo biển Dardanelles, nên ông kiên quyết canh phòng lối ra vào biển Aegean, không biết rằng Goeben không có ý định vượt ra ngoài. Indomitable tiếp tục ở lại Địa Trung Hải để phong tỏa eo biển Dardanelles, còn Inflexible được lệnh quay trở về nhà vào ngày 18 tháng 8.
Ngày 3 tháng 11 năm 1914, Bộ trưởng Hải quân Winston Churchill ra lệnh cho cuộc tấn công đầu tiên của Anh vào Dardanelles sau khi xung đột nổ ra giữa Thổ Nhĩ Kỳ và Nga. Cuộc tấn công được tiến hành bởi Indomitable và Indefatigable cùng các thiết giáp hạm tiền-dreadnought Pháp Suffren và Vérité, với mục đích thăm dò các công sự phòng thủ và các biện pháp đáp trả của Thổ Nhĩ Kỳ. Kết quả tỏ ra khá thuyết phục; trong vòng 20 phút bắn phá, một quả đạn pháo đã đánh trúng hầm đạn của pháo đài Sedd el Bahr tại mũi bán đảo Gallipoli, loại khỏi vòng chiến (nhưng không phá hủy) 10 khẩu pháo và khiến 86 binh lính Thổ Nhĩ Kỳ thiệt mạng. Kết quả đáng kể nhất là thu hút sự chú ý của Thổ Nhĩ Kỳ vào việc tăng cường phòng thủ và mở rộng các bãi mìn. Cuộc tấn công này thực sự đã diễn ra trước khi có lời tuyên chiến chính thức từ phía Anh đối với Đế quốc Ottoman, vốn chỉ xảy ra vào ngày 6 tháng 11. Indomitable được lệnh quay trở về Anh Quốc vào tháng 12 nơi nó gia nhập Hải đội Tàu chiến-Tuần dương 2.

### Trận Dogger Bank

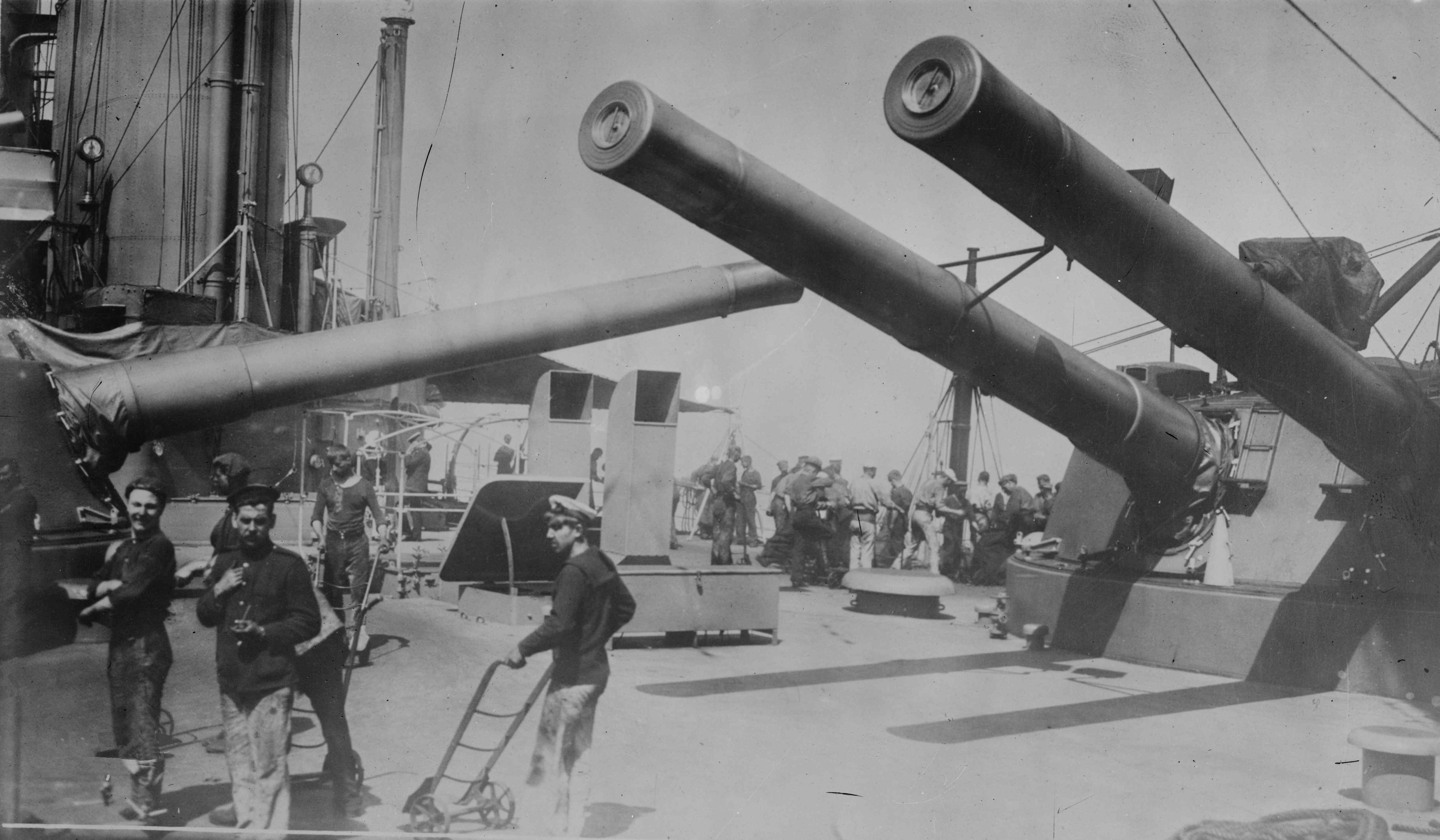
Indomitable với các khẩu pháo 12 inch giữa tàu

Ngày 23 tháng 1 năm 1915, một lực lượng tàu chiến-tuần dương Đức dưới quyền chỉ huy của Đô đốc Franz von Hipper lên đường để quét sạch khu vực Dogger Bank khỏi mọi tàu đánh cá hay tàu nhỏ của Anh vốn có thể hiện diện để thu thập tin tức tình báo về các hoạt động của phía Đức. Tuy nhiên, người Anh đã đọc được các bảng mã của đối phương, nên một lực lượng lớn các tàu chiến-tuần dương Anh, trong đó có Indomitable, dưới quyền chỉ huy của Đô đốc Beatty đã ra khơi để đánh chặn. Cuộc tiếp xúc đầu tiên diễn ra lúc 07 giờ 20 phút ngày 24 tháng 1, khi tàu tuần dương Arethusa phát hiện tàu tuần dương hạng nhẹ Đức Kolberg. Đến 07 giờ 35 phút, phía Đức nhìn thấy lực lượng của Beatty, và Hipper ra lệnh bẻ lái về phía Nam với tốc độ 20 hải lý trên giờ (37 km/h; 23 mph), tin rằng đủ nhanh nếu như đối phương ở về phía Tây Bắc của ông là những thiết giáp hạm Anh, và ông luôn luôn có khả năng tăng lên tốc độ tối đa 23 hải lý trên giờ (43 km/h; 26 mph) của Blücher nếu như đó là các tàu chiến-tuần dương Anh.
Beatty ra lệnh cho các tàu chiến-tuần dương của mình mở hết tốc độ có thể để bắt kịp các tàu chiến Đức trước khi chúng chạy thoát. Indomitable xoay xở để đạt được tốc độ hơn 26 hải lý trên giờ (30 mph; 48 km/h), và Beatty ghi nhận những nỗ lực của nó với một tín hiệu lúc 08 giờ 55 phút: "Khá lắm, Indomitable". Dù vậy nó vẫn là chiếc chậm nhất trong số những tàu chiến của, Beatty, và dần dần bị tụt lại phía sau các tàu chiến-tuần dương mới hơn và nhanh hơn. Đến 10 giờ 48 phút, Blücher đã bị hư hại nặng bởi hỏa lực của tất cả các tàu chiến-tuần dương khác, tốc độ của nó giảm còn 17 hải lý trên giờ (20 mph; 31 km/h) và bánh lái bị kẹt. Beatty ra lệnh cho Indomitable tấn công Blücher; nhưng do một sai lầm của viên trung úy cờ hiệu của Beatty, kết hợp với sự hư hỏng nặng soái hạm Lion làm hỏng thiết bị vô tuyến, cũng như khói lửa che khuất cột cờ tín hiệu, khiến cho Beatty không thể truyền đạt mệnh lệnh đến các tàu dưới quyền. Điều này đã khiến các tàu chiến-tuần dương còn lại, tạm thời dưới quyền chỉ huy của Chuẩn Đô đốc Sir Gordon Moore trên chiếc New Zealand, tin rằng mệnh lệnh này là dành cho họ, nên đã tách khỏi việc truy đuổi thành phần chủ lực của Hipper để tấn công Blücher. Indomitable đã bắn 134 quả đạn pháo nhắm vào Blücher trước khi nó lật úp và chìm lúc 12 giờ 07 phút. Sau khi trận chiến kết thúc, Indomitable được lệnh kéo Lion trở về cảng vì một trong hai động cơ của nó đã bị hỏng và chiếc kia cũng gặp trục trặc; Lion cũng bị đánh thủng nhiều lần bên dưới mực nước. Đã phải mất một ngày rưỡi trước khi Indomitable đưa được Lion về đến cảng với vận tốc 7–10 hải lý trên giờ (8,1–11,5 mph; 13–19 km/h).
Vào tháng 2 năm 1915, Indomitable được điều sang Hải đội Tàu chiến-Tuần dương 3, cho dù nó đang được sửa chữa sau một vụ cháy do chập điện vào lúc đó. Chuẩn đô đốc Sir Horace Hood tiếp nhận quyền chỉ huy Hải đội 3 vào ngày 27 tháng 5 năm 1915. Hải đội 1 và Hải đội 3 đã xuất trận để đối phó lại việc Đức bắn phá Yarmouth và Lowestoft vào ngày 24–25 tháng 4 năm 1916, nhưng đã không phát hiện được các con tàu Đức do thời tiết xấu.

### Trận Jutland
Vào cuối tháng 5 năm 1916, Hải đội Tàu chiến-Tuần dương 3 tạm thời được phân về Hạm đội Grand để thực tập tác xạ. Vảo ngày 30 tháng 5, toàn bộ Hạm đội Grand cùng với các tàu chiến-tuần dương của Đô đốc Beatty được lệnh ra khơi chuẩn bị đối phó lại một cuộc tấn công của Hạm đội Biển khơi Đức. Để hỗ trợ cho Đô đốc Beatty, Chuẩn đô đốc Hood đưa ba tàu chiến-tuần dương của mình đi trước Hạm đội Grand. Lúc khoảng 14 giờ 30 phút, Invincible bắt được bức điện vô tuyến từ tàu tuần dương hạng nhẹ Galatea phối thuộc cho Lực lượng Tàu chiến-Tuần dương của Beatty báo cáo trông thấy hai tàu tuần dương đối phương; điều này được khẳng định bởi các báo cáo khác về bảy tàu chiến đối phương đang hướng lên phía Bắc. Hood nhận định đây là một nỗ lực nhằm thoát ra qua hướng Skagerrak, nên vào lúc 15 giờ 11 phút đã ra lệnh tăng tốc độ lên 22 kn (41 km/h) hướng về phía Đông Đông Nam để cắt ngang các con tàu đối phương. Hai mươi phút sau, Invincible bắt được bức điện vô tuyến từ Beatty cho biết nhìn thấy năm tàu chiến-tuần dương đối phương, và sau đó cho biết đang đụng độ với đối phương ở hướng Đông Nam. Lúc 16 giờ 06 phút, Hood ra lệnh mở hết tốc độ đi về phía Nam Đông Nam trong một cố gắng hội quân về phía Beatty; đến 16 giờ 56 phút, vẫn không thấy bóng dáng các tàu chiến Anh, Hood hỏi về hướng đi, vị trí và tốc độ của Beatty, nhưng không nhận được trả lời.
Hood tiếp tục hướng đi của mình cho đến 17 giờ 40 phút khi phát hiện ra ánh đạn pháo ở phía xa, và ông phái chiếc tàu tuần dương hạng nhẹ Chester dưới quyền đi trinh sát. Chester đụng độ với bốn tàu tuần dương hạng nhẹ Đức thuộc Đội Tuần tiễu 2 của Hipper, và bị đánh hư hại nặng cho đến khi lực lượng chính của Hood xuất hiện đánh đuổi các con tàu Đức tránh xa Chester. Đến 17 giờ 53 phút, Invincible nổ súng vào Wiesbaden, được hai chiếc cùng lớp tiếp nối hai phút sau đó. Các con tàu Đức quay mũi về phía Nam sau một đợt tấn công bằng ngư lôi không mang lại kết quả lúc 18 giờ 00, tìm cách lẩn tránh vào làn sương mù. Khi chúng quay mũi, Invincible đánh trúng vào phòng động cơ của Wiesbaden làm nó hỏng động lực, trong khi Inflexible bắn trúng một phát vào Pillau. Đội Tuần tiễu 2 Đức được hộ tống bởi tàu tuần dương hạng nhẹ Regensburg cùng 31 tàu khu trục thuộc các chi hạm đội 2 và 9 cùng nữa chi hạm đội 12, vốn đã lần lượt tấn công Hải đội Tàu chiến-Tuần dương 3 Anh. Chúng bị đánh đuổi bởi chiếc tàu tuần dương hạng nhẹ còn lại Canterbury và năm tàu khu trục theo hộ tống. Trong trận chiến lộn xộn diễn ra sau đó, phía Đức chỉ phóng được 12 quả ngư lôi, và đánh hỏng tàu khu trục Shark bằng hỏa lực pháo. Đã đổi hướng về phía Tây để tiếp cận với lực lượng của Beatty, những chiếc trong lớp Invincible đã phơi sườn ra trước các quả ngư lôi đang bắn tới; tuy nhiên, Invincible đã quay mũi lên phía Bắc còn Inflexible và Indomitable quay mũi về phía Nam nhằm thu hẹp mặt cắt đối với các quả ngư lôi. Tất cả các quả ngư lôi bắn ra đều bị trượt, cho dù một quả đã băng qua bên dưới Inflexible mà không kích nổ. Khi Invincible quay mũi lên phía Bắc, bánh lái của nó bị kẹt và nó phải dừng lại để sửa chữa, nhưng công việc này nhanh chóng hoàn tất và hải đội tái lập lại đội hình hướng sang phía Tây.
Đến 18 giờ 21 phút, với cả Beatty lẫn Hạm đội Grand đều hội quân về phía mình, Hood quay mũi về phía Nam dẫn đầu các tàu chiến của Beatty. Các tàu chiến-tuần dương Đức dưới quyền Hipper đang ở cách 9.000 thước Anh (8,2 km) và những chiếc lớp Invincible hầu như nổ súng ngay lập tức nhằm vào Lützow vốn là soái hạm của Hipper và Derfflinger. Indomitable bắn trúng Derfflinger ba lần và trúng Seydlitz một lần, trong khi Lützow nhanh chóng bị trúng mười phát đạn pháo từ Lion, Inflexible và Invincible, với hai phát từ Invincible trúng vào phía trước bên dưới mực nước mà cuối cùng đã kết liễu nó. Nhưng đến 18 giờ 30 phút, Invincible bất ngờ hiện ra như một mục tiêu rõ ràng trước mặt Lützow và Derfflinger. Hai chiếc tàu chiến-tuần dương Đức sau đó mỗi chiếc đã bắn ba loạt đạn pháo nhắm vào Invincible, đánh chìm nó trong vòng 90 giây. Một quả đạn pháo 305 mm (12-inch) từ loạt đạn pháo thứ ba đã đánh trúng tháp pháo ‘Q’ giữa tàu, làm kích nổ hầm đạn bên dưới, khiến con tàu bị nổ tung và vỡ làm đôi, làm thiệt mạng tất cả ngoại trừ sáu người trong tổng số thủy thủ đoàn gồm 1.032 sĩ quan và thủy thủ, kể cả Chuẩn đô đốc Hood.
Inflexible và Indomitable tiếp tục ở lại cùng với lực lượng của Beatty trong phần còn lại của trận chiến. Chúng đối đầu với những tàu chiến-tuần dương của Hipper ở khoảng cách chỉ có 10.000 thước Anh (9,1 km) khi mặt trời lặn lúc 20 giờ 19 phút, và đã nổ súng. Seydlitz bị đánh trúng năm lần trước khi các tàu chiến-tuần dương được các thiết giáp hạm tiền-dreadnought dưới quyền Chuẩn đô đốc Mauve giải cứu. Lực lượng Anh chuyển hỏa lực sang mối đe dọa từ các đối thủ mới, và ba thiết giáp hạm tiền-dreadnought Đức đã bị đánh trúng trước khi chúng chuyển hướng lẫn khuất vào bóng đêm.

### Các hoạt động sau cùng

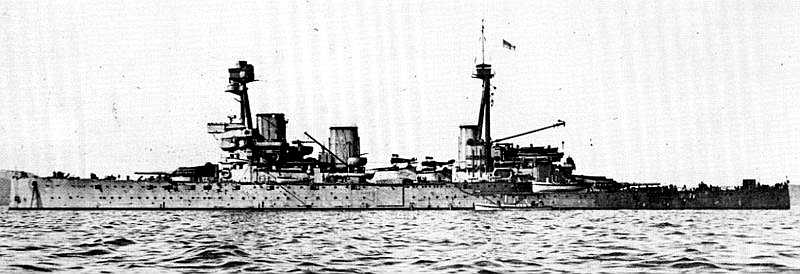
Indomitable vào năm 1918 mang theo máy bay trên các tháp pháo giữa tàu.

Việc bị mất đến ba tàu chiến-tuần dương trong trận Jutland (hai chiếc khác cùng bị mất là Queen Mary và Indefatigable) đã khiến lực lượng này phải được tổ chức lại thành hai hải đội, với Inflexible và Indomitable nằm trong thành phần Hải đội Tàu chiến-tuần dương 2. Tuy nhiên, sau trận Jutland, không có trận hải chiến đáng kể nào khác dành cho những chiếc còn sống sót trong lớp Invincible ngoài những hoạt động tuần tra thường lệ. Đó là do chỉ thị của Kaiser Wilhelm II không cho phép các tàu chiến của ông tiến ra biển mà không nắm chắc thắng lợi. Indomitable được tái trang bị vào tháng 8 năm 1916, khi nó được tăng cường vỏ giáp bên trên hầm đạn và nóc tháp pháo. Nó cũng được bổ sung hai bệ phóng thủy phi cơ trên nóc các tháp pháo giữa tàu vào đầu năm 1918.
Việc chiến tranh kết thúc cũng đưa đến việc ngừng hoạt động nhiều tàu chiến cũ hơn, không riêng gì Indomitable. Nó được đưa về Hạm đội Dự bị vào năm 1919 trước khi được cho ngừng hoạt động vào tháng 3 năm 1920. Chile từng cân nhắc đến việc mua lại con tàu vào năm 1920, nhưng việc thương lượng đã không tiến triển. Nó bị bán để tháo dỡ vào ngày 1 tháng 12 năm 1921.